# Pedro de Luxemburgo
Pedro de Luxemburgo (Ligny-en-Barrois, 20 de julho de 1369 – Villeneuve-lès-Avignon, 2 de julho de 1387) foi um jovem prelado católico francês que serviu como bispo de Metz e como cardeal da Obediência de Avignon, do ano de 1384 até sua morte.
Pedro era descendente de nobres,  e estes garantiram seu ingresso ao sacerdócio, bem como, quando já tivera começado a servir em vários lugares como cônego, tendo sido posteriormente nomeado bispo de Metz e pseudocardeal sob um antipapa .  Fora conhecido por suas austeridades e pelos sucessos na reforma diocesana, além de sua dedicação aos fiéis. Todavia, tentou acabar com o cisma ocidental, que opôs papa contra antipapa e governantes contra governantes. Os esforços de Pedro foram em vão e ele logo foi expulso de Metz. Mudou-se para o sul de França, onde morreu de anorexia, como resultado de suas duras penitências autoimpostas.
Mas ambos os lados do conflito reconheceram sua profunda santidade e sua dedicação tanto ao povo de Metz quanto a outros lugares. Houve tentativas (lobbies) contínuas para que ele fosse beatificado e isso mais tarde se materializou quando o Papa Clemente VII o beatificou em 9 de abril de 1527, em Roma.

## Vida
Pedro nasceu em meados de 1369, em Ligny-en-Barrois, em Meuse, tendo sido o segundo dentre seis filhos de Guido de Luxemburgo (1340-1371) e Mahaut de Châtillon (1335-1378); que haviam se casado por volta de 1354. O seu nome tem origem no fato de ser descendente de 5ª geração de Henrique V, Conde do Luxemburgo, e por isso pertencer ao ramo francês da Casa do Luxemburgo. Seus pais morreram na sua infância (o pai quando ele tinha dois anos e a mãe, quando ele tinha quatro anos). Por essa razão, fora criado em Paris por sua tia Jeanne - a condessa de Orgières.   Seus irmãos eram:
- Valeran (1355-12 de abril de 1415)
- João de Luxemburgo (c. 1370–1397)
- André (1374-1396; mais tarde Bispo de Cambrai)
- Maria (m. 1391)
- Joana

Pierre era tio do cardeal Luís de Luxemburgo e fora o tio-avô de Filipe de Luxemburgo.
Em 1381, ele viajou para Londres para oferecer-se como refém dos ingleses para garantir a libertação de seu irmão de volta à França. Os ingleses ficaram tão perplexos, mas encantados com a oferta, que seu irmão foi solto de volta à França. Isso chegou aos ouvidos de Ricardo II, que o convidou a permanecer em sua corte, embora ele decidisse voltar a Paris para seguir Jesus Cristo em sua vocação ao sacerdócio.
Em 1377, ele foi enviado para estudar no colégio parisiense, onde o instrutor era o teólogo e astrólogo Pierre d'Ailly .  Em 1379, ele foi escolhido para ser o cônego da catedral de Notre Dame de Paris. Em 1381, ele se tornou um cônego do catedral de Notre Dame de Chartres e foi elevado ao cargo de arquidiácono de Dreux na diocese de Chartres. Em 1382, ele foi escolhido para ser o arquidiácono de Cambrai.
Em 1384, a sé episcopal de Metz ficou vaga. A escolha de um novo bispo foi complicada devido ao Cisma do Ocidente em que o Reino da França apoiava o Antipapa Clemente VII enquanto o Imperador Romano-Germânico apoiava o Papa Urbano VI. O antipapa nomeou Pierre como o novo Bispo de Metz em 1384 e ele foi entronizado em sua nova sé naquele setembro entrando descalço em uma mula. Ele iniciou suas reformas diocesanas nas quais dividiu a receita em três: as duas primeiras seriam para a Igreja e os pobres, enquanto a terceira seria para sua casa. Ele foi capaz de tomar Metz com tropas armadas por um breve período de tempo, mas depois foi forçado a retirar-se em 1385. Foi mais ou menos na mesma época que o Papa Urbano VI escolheu Tilman Vuss de Bettenburg como o legítimo Bispo de Metz.
Mais tarde, Pierre foi nomeado pseudocardeal depois que o rei Carlos VI e o duque João solicitaram que o antipapa o elevasse como tal. Isso ocorreu em 15 de abril de 1384 e ele recebeu o título diaconal de San Giorgio in Velabro. Durante seu tempo como pseudocardeal, ele fez tentativas de acabar com o Cisma do Ocidente, todas sem sucesso. O antipapa convidou Pedro em 23 de setembro de 1386 para se juntar a ele em sua corte em Avignon, onde permaneceria até sua morte.
Pierre morreu precocemente aos 17 anos em meados de 1387, vitimado por anorexia e febre devido às austeridades que se impôs; ele adoeceu em março. Ele morreu em um convento cartuxo em Villeneuve-lès-Avignon, em Avignon.   Seu desejo era ser enterrado em vala comum como a dos indigentes. Em 1387, a mística Marie Robine teria sido curada em seu túmulo. Em 16 de março de 1395, seu irmão João ordenou a construção de uma igreja dedicada ao santo Papa Celestino V, para a qual suas relíquias foram transferidas.

## Beatificação

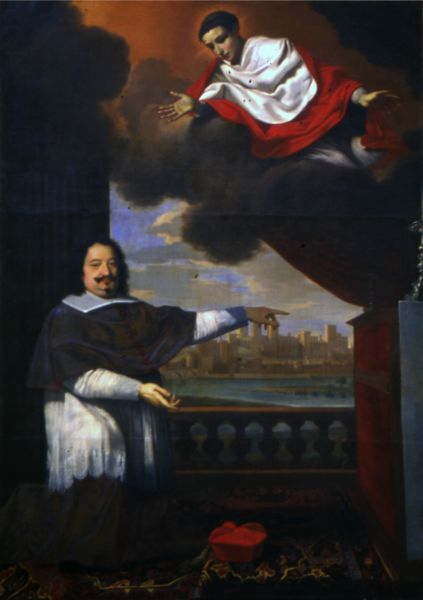
Sforza coloca Avinhão sob a proteção de Pedro durante o surto de peste

O tema da sua canonização foi levantado no Concílio de Basileia, mas sem uma conclusão sólida. Em 1432, Pedro foi nomeado o santo padroeiro de Avignon. O vice-legado Sforza colocou a cidade sob sua proteção durante um surto de peste em 1640. Seu culto de seguidores incluía Metz e Paris, além de Verdun e Luxemburgo. Em 1597, suas relíquias foram levadas para Paris, mas foram danificadas durante a Revolução Francesa; algumas relíquias permanecem em Saint Didier em Avignon. O Papa Urbano VIII (em 1629) permitiu que os Cartuxos celebrassem a Missa e o Ofício Divino em seu nome.
Sua beatificação havia sido solicitada em várias ocasiões e a rainha Maria de Nápoles fez um desses pedidos em 1º de fevereiro de 1388, assim como vários outros nobres e príncipes. O processo havia sido aberto em diversas ocasiões, mas enfrentava frequentes interrupções (1389 e 1390 e posteriormente 1433 e 1435) ocasionando sua frequente suspensão. O Papa Clemente VII beatificou Pedro em 9 de abril de 1527 (algumas fontes sugerem 24 de março).